# 請願巡査
請願巡査（せいがんじゅんさ）とは地方自治体や企業あるいは個人の請願により配置された巡査（警察官）のことである。派出警察官の給料および派出所などの費用は請願者がすべて負担することになっていた。日本では1881年（明治14年）4月の内務省通達によって発足。1938年（昭和13年）に廃止された。

## 配置例
- 炭鉱や鉱山で働く工夫の治安維持のために炭鉱や鉱山を経営する会社が費用負担する。
- 沖大東島や南大東島など会社が所有する離島などに配置された。
- 富豪や地主などが自宅を警備させる目的で私費で派出所を作らせた[2]。
- 大規模な工事現場などで労働者の仮設住居の治安を維持する目的で会社が費用負担する。
- 三峯神社には本堂の脇に明治18年6月9日に作られた請願巡査詰所が昭和55年に移築され歴史資料として保存されており現存する唯一の請願巡査詰所が残っている。これは明治17年11月1日に埼玉県で起きた秩父事件の後に作られたものである。

## 問題点
請願者の利益保護のために設けられた制度であったため、本来であれば、公正中立でなければならない警察官が特定の企業や個人の利益のために仕事をすることになり、企業の管理職が労働者に対して暴力や虐待をおこなっても巡査はみてみぬふりをするなど恣意的な警察権の行使がおこなわれ、中立性はないに等しかった。特に、個人の費用によって設置されている場合などでは公的権力を持つ用心棒になっていた。

## 諸外国の請願巡査制度

### 韓国の請願巡査制度
韓国には現在でも日本の制度を元にして作られた同様の制度があり、民間警察官のような警備員がいる。
- 参考:(財)社会安全研究財団作成資料『諸外国における警備業の実態調査報告書』より・「韓国における警備業の現状」
- 参考:韓国Ｗeb六法より・「請願警察法」 - ウェイバックマシン（1999年8月19日アーカイブ分）

### アメリカの請願巡査制度
アメリカ合衆国の警察にも派出請願制度があり、手数料を払うことで通勤の際にマイカーの先導を引き受けてくれる法執行機関が存在する。ペンシルベニア州では1900年代、炭鉱・鉄山の治安維持・争議行為抑止のため、派遣どころか警察機関一つ設置することまで認めていた例がある。“炭・鉄警察”と呼ばれ、上述の「問題点」から評判は悪く、のちに州警察が正式発足した。
炭鉱を所有する企業では労働によるストライキや暴動を鎮圧するため、会社の一部門として武装組織（会社軍）を編成しており、特にジョン・ロックフェラーは鉱山や工場で発生したストライキを鎮圧するため積極的に会社軍を派遣していた。現代ではこのような場所での警備は警備会社や民間軍事会社が請け負っている。